# 見送って
『見送って』（みおくって）は、松本清張の短編小説。『清張短篇新集』第4話として『小説新潮』1978年5月号に掲載され、1979年12月に短編集『隠花の飾り』収録の1作として、新潮社より刊行された。
1986年にテレビドラマ化されている。

## あらすじ
昨年女子大を卒業した島村悠紀子は結婚式を迎えた。スピーチの場で、悠紀子の母・基子が、夫を早く喪ったのち、厳格な姑に従いつつ、娘を育ててきたことが、相次いで賞賛される。基子は短歌を作る愉しみを持っていた。しかし、悠紀子にはいまだに解らない歌があった。母はその時信州へ行ったはずなのに、京都で「君」を詠んだ謎の歌を残している…。
親族の見送る中、新郎新婦は新婚旅行へと飛び立っていった。その後一同空港出口へ向かう途中、姑たちの前でふいに立ち止まった基子は…。

## エピソード
- 著者は本作の手控えのメモを「四十五歳の未亡人。姑あり。戦前から山の手のいい家庭。息子二十五歳。彼は恋愛して結婚する。その新婚旅行を空港に見送った直後、彼女は姑にモーテル（ラブ・ホテル）の経営を宣言して、「亡夫と約束した息子への責任は果したから、今後は自由に生きる」と言う。姑は昔気質のうるさ型。未亡人を知る人々は、彼女がモーテルを経営したと聞いて仰天する。実話。」と記している[1]。

## テレビドラマ
1986年5月19日、関西テレビ制作・フジテレビ系列(FNS)の「松本清張サスペンス 隠花の飾り」（22:00-22:54）の1作として放映。視聴率13.9％（ビデオリサーチ調べ、関東地区）。
キャスト
- 司葉子
- 蜷川有紀
- 稲野和子
- 岩本多代
- 藤田美保子（現・藤田三保子）
- 南條豊
- 高橋ひとみ
- 穂高稔
- 大矢兼臣
- 相沢治夫
- 岸本功
- 青木和代
- 中村まり子
- 麻ミナ
- 柿沼奈々子
- 荒木道子
- 仲谷昇

スタッフ
- 脚本：大薮郁子
- 監督：鷹森立一
- 音楽：三枝成彰
- 制作：関西テレビ、松竹、霧企画

| 関西テレビ制作・フジテレビ系列 松本清張サスペンス・隠花の飾り | 関西テレビ制作・フジテレビ系列 松本清張サスペンス・隠花の飾り | 関西テレビ制作・フジテレビ系列 松本清張サスペンス・隠花の飾り |
| 前番組                                                        | 番組名                                                        | 次番組                                                        |
| ------------------------------------------------------------- | ------------------------------------------------------------- | ------------------------------------------------------------- |
| 足袋 （1986.5.12）                                            | 見送って （1986.5.19）                                        | 愛犬 （1986.5.26）                                            |